# Andrzej Sasuła
Andrzej Wojciech Sasuła (ur. 23 kwietnia 1957 w Makowie Podhalańskim) – polski nauczyciel i samorządowiec, były wicemarszałek województwa małopolskiego.

## Życiorys
Ukończył w 1983 studia z zakresu fizyki na Uniwersytecie Jagiellońskim. Do 1996 pracował jako nauczyciel w liceum ogólnokształcącym w Jordanowie. Od 1990 do 1998 zasiadał w radzie gminy Maków Podhalański, od 1992 zajmując stanowisko zastępcy burmistrza. W 1998 pełnił funkcję kuratora oświaty w województwie bielskim. Następnie do 2006 przez dwie kadencje był wicemarszałkiem w zarządzie województwa małopolskiego. 
W 1998, 2002 i 2006 uzyskiwał mandat radnego sejmiku małopolskiego, kolejno z listy Akcji Wyborczej Solidarność (należał do Ruchu Społecznego AWS), Wspólnoty Małopolskiej i Prawa i Sprawiedliwości (w ramach porozumienia WM z tą partią). W III kadencji odszedł z klubu radnych PiS w 2007 z grupą radnych skupionych wokół Marka Nawary, powołując klub radnych Wspólnoty Małopolskiej. Zasiadał w trzech komisjach ochrony zdrowia (jako zastępca przewodniczącego), do spraw organizacji Euro 2012 i rewizyjnej (jako jej przewodniczący). W 2010 nie uzyskał reelekcji. W 2011 bez powodzenia kandydował do Sejmu z listy Polskiego Stronnictwa Ludowego (w ramach porozumienia Wspólnoty Małopolskiej z tą partią). Był później pełnomocnikiem Polski Razem Jarosława Gowina na powiat suski.
Został pracownikiem administracyjnym i przedstawicielem pracowników administracji w Senacie Podhalańskiej Państwowej Wyższej Szkole Zawodowej w Nowym Targu. Pełnił funkcję wicekanclerza tej uczelni i wszedł w skład władz uczelnianych struktur NSZZ „Solidarność”. Objął również funkcję członka rady społecznej Szpitala Specjalistycznego im. Jędrzeja Śniadeckiego w Nowym Sączu.
W 1993 wszedł w skład zarządu Stowarzyszenia Gmin Babiogórskich, został członkiem rady programowej Gorczańskiego Parku Narodowego. Działacz Związku Podhalan, objął funkcję przewodniczącego oddziału tej organizacji w Makowie Podhalańskim.

## Odznaczenia
W 2001 odznaczony Medalem Komisji Edukacji Narodowej, a w 2010 Srebrnym Krzyżem Zasługi.

## Życie prywatne
Żonaty z Teresą, wieloletnią nauczycielką matematyki w Zespole Szkół im. Hugona Kołłątaja w Jordanowie oraz działaczką Związku Podhalan. Ma dwoje dzieci: Małgorzatę i Krzysztofa, księdza w archidiecezji krakowskiej.